# سعود بن عبد الله بن محمد آل سعود
سعود بن عبد الله بن محمد بن عبد الرحمن آل سعود شاعر سعودي، ولد عصر يوم الأربعاء من سنة 1390هـ - 1970 في حي البديعة. تميز في كتابة الشعر الغنائي، وتعاون مع أبرز الفنانين في السعودية والعالم العربي، ومن أبرز أعماله كتابة أوبريت الجنادرية «مولد أمة» عام 1410هـ، وكتابة قصائد غنائية حظيت بانتشار واسع منها «يا ورد من علمك تجرح» مع عبد المجيد عبد الله، و«رسالة حب» مع طلال مداح.

## تعليمه
درس سعود بن عبد الله بن محمد بن عبد الرحمن آل سعود المرحلة الإبتدائية والمتوسطة والثانوية بمدارس الرياض، وأكمل تعليمه الجامعي في جامعة الملك عبد العزيز في جدة حصل على شهادة البكالوريوس في الاقتصاد والإدارة العامة، وحصل على درجة الماجستير من جامعة الملك عبد العزيز أيضًا. أكمل رسالة الدكتوراه في قسم الإدارة العامة وحصل على شهادة الدكتوراه من الجامعة اللبنانية في بيروت.

## حياته الخاصة
والدته هي الأميرة العنود بنت سعود الكبير ووالده هو الأمير عبد الله بن محمد بن عبد الرحمن آل سعود، توفي والده وهو في الثالثة من عمره.
تزوج من الأميرة نوف بنت سلطان بن سعود عبد الله بن سعود آل سعود وأنجب منها:
- الأمير عبد الله
- الأمير سلطان
- الأميرة العنود
- الأمير فيصل
- الأمير فهد

إخوانه:
- الأمير خالد بن عبد الله بن محمد ( طيار حربي متقاعد). متزوج من الجوهرة الثانية بنت عبد المحسن بن عبد العزيز آل سعود.
- الأمير محمد بن عبد الله بن محمد (طيار حربي متقاعد، ورئيس كلية الملك فيصل الجوية الحربية سابقًا). كان متزوج من الأميرة نورة بنت بدر بن محمد بن عبد الرحمن آل سعود، ومتزوج من مشاعل بنت خالد بن عبد العزيز آل سعود.
- الأمير فهد بن عبد الله بن محمد (متقاعد، قائد القوات البحرية الملكية السعودية سابقًا). متزوج من الأميرة فهدة بنت بندر بن محمد بن عبد الرحمن آل سعود. إبنة الأميرة البندري بنت عبد العزيز آل سعود
- الأمير فيصل بن عبد الله بن محمد (طيار، متوفى). متزوج من الأميرة جواهر بنت سلطان بن عبد العزيز آل سعود.
- الأمير تركي بن عبد الله بن محمد (متقاعد، رئيس الشرطة العسكرية في وزارة الدفاع سابقًا). كان متزوج من الأميرة لطيفة بنت فهد بن عبد العزيز آل سعود.

أخواته:
- الأميرة العنود بنت عبد الله بن محمد. متزوجة من الأمير خالد الفيصل بن عبد العزيز آل سعود
- الأميرة منيرة بنت عبد الله بن محمد. متزوجة الأمير خالد بن فهد بن خالد بن محمد بن عبد الرحمن آل سعود
- الأميرة حصة بنت عبد الله بن محمد.
- الأميرة موضي بنت عبد الله بن محمد. متزوجة من الأمير منصور بن محمد بن سعد الثاني بن عبد الرحمن آل سعود

أعمامه:
- الأمير تركي بن محمد بن عبد الرحمن ال سعود
- الأمير خالد بن محمد بن عبد الرحمن آل سعود
- الأمير سعد بن محمد بن عبد الرحمن آل سعود
- الأمير فيصل بن محمد بن عبد الرحمن آل سعود
- الأمير فهد بن محمد بن عبد الرحمن آل سعود
- الأمير سعود بن محمد بن عبد الرحمن آل سعود
- الأمير عبد العزيز بن محمد بن عبد الرحمن آل سعود
- الأمير بندر بن محمد بن عبد الرحمن آل سعود
- الأمير بدر بن محمد بن عبد الرحمن آل سعود
- الأمير عبد الرحمن بن محمد بن عبد الرحمن آل سعود

أخواله:
- الأمير سلطان بن سعود الكبير (متوفى)
- الأمير محمد بن سعود الكبير (متوفى) المعروف بشقران
- الأمير تركي بن سعود الكبير (متوفى)
- الأمير سلمان بن سعود الكبير
- الأمير عبد العزيز بن سعود الكبير (متوفى)
- الأمير فهد بن سعود الكبير (متوفى)
- الأمير عبد الرحمن بن سعود الكبير
- الأمير خالد بن سعود الكبير

شارك في حرب الخليج متطوعًا على خط النار في القوات البرية في دخول الكويت وتحريرها.[بحاجة لمصدر]

## شعره
- في الشعر كانت أولى قصائده وهو في الرابعة عشرة من عمره وأول قصيدة نشرت في جريدة الجزيرة في عام 1407 هـ وفي نفس العام غنى له طلال مداح أغنية «رسالة حب».

أصدر ثلاث دواوين شعرية هي: خيل الفكر-خاتم الشعر والمارد-الاسامي.
أقام الامسيات الشعرية في كثير من البلدان منها:
- السعودية 4 أمسيات في كل من الرياض والشرقية وجدة
- البحرين امسيتين
- الكويت امسيتين
- الإمارات امسيتين
- سوريا امسية واحدة
- مصر امسية واحدة

## تعاونات فنية
غنى من قصائده العديد من فنانين العالم العربي منهم:
- 1- طلال مداح
- 2- محمد عبده
- 3-عبادي الجوهر
- 4- عبد المجيد عبد الله
- 5- رابح صقر
- 6- صابر الرباعي
- 7- طلال سلامه
- 8- راشد الفارس
- 9- خالد عبد الرحمن
- 10- راشد الماجد
- 11- عاصي الحلاني
- 12- عبد الكريم عبد القادر
- 13- أصيل ابوبكر
- 14- نبيل شعيل
- 15- ماجد المهندس
- 16- محمد عمر
- 17- عبد الهادي حسين
- 18- عبد الله رشاد
- 19- سعد جمعه
- 20- تركي العلي
- 21- ثامر التركي
- 22- انس
- 23-إبراهيم الحبيب

ومن الفنانات:
- رباب
- نوال الكويتية
- أصالة
- أحلام
- أنغام
- أسماء المنور

### قصائد مغناة
| القصيدة                    | الفنان              | الملحن          | ملاحظات     |
| -------------------------- | ------------------- | --------------- | ----------- |
| رسالة حب                   | طلال مداح           | طلال مداح       | [ 4 ]       |
| فكرة                       | محمد عبده           | محمد عبده       |             |
| العنا                      | محمد عبده           | صالح الشهري     |             |
| شمس الليل                  | محمد عبده           | صالح الشهري     |             |
| بسافر                      | محمد عبده           | صالح الشهري     |             |
| مرت سنة                    | محمد عبده           | محمد عبده       |             |
| البارحة كانوا كثير         | محمد عبده           | محمد شفيق       | [ 5 ]       |
| حنا جنود الله من دون الوطن | محمد عبده           |                 | أغنية وطنية |
| أهلاً هلا بك                | خالد عبد الرحمن     | سلطان الشادي    | [ 6 ]       |
| قال النوى                  | خالد عبد الرحمن     | خالد عبد الرحمن |             |
| قد قلت لك                  | خالد عبد الرحمن     | خالد عبد الرحمن |             |
| يا ورد من علمك تجرح        | عبد المجيد عبد الله | ممدوح سيف       | [ 2 ]       |
| الموت الأحمر               | عبد المجيد عبد الله | سهم             |             |
| كذبة بيضا                  | رابح صقر            | رابح صقر        |             |

## مؤلفاته
صدر له من المؤلفات كتابان هما:
- الإدارة العامة في المملكة العربية السعودية سنة 1429هـ / 2008م.
- تدريب المواد البشرية سنة 1432 هـ/ 2011 م.

## أوبريت
كتب أوبريتين هما: مولد أمة، وصفحة المجد. مولد أمة كان في مهرجان الجنادرية وصفحة المجد أوبريت في دورة وفاء باسم الأمير فهد بن سلمان بن عبد العزيز آل سعود رحمه الله، ولأجل فهد ولأن الدورة باسمه كتب هذا الأوبريت.

## تكريم
في 16 فبراير 2024م احتفت به الهيئة العامة للترفيه في موسم الرياض بإقامة «ليلة الأمير سعود بن عبد الله»، وأقيم الاحتفال على مسرح محمد عبده أرينا بمشاركة الفنانين: رابح صقر، ماجد المهندس، أحلام الشامسي، نوال الكويتية، أميمة طالب.